# Ferrovia di Stato della Thailandia
La Ferrovia di Stato della Thailandia (in thailandese การรถไฟแห่งประเทศไทย, Kan Rotfai Haeng Prathet Thai, [kaːn rót faj hɛ̀ːŋ pràʔtʰêːt tʰaj]; in inglese State Railway of Thailand, abbr. SRT) è la società statale e la più importante azienda operante nel trasporto ferroviario in Thailandia, posta sotto la giurisdizione del Ministero dei trasporti.
La rete ferroviaria, lunga 4 044 km, copre 47 province thailandesi e conta circa 35 milioni di passeggeri annuali. Al 2020, il numero di passeggeri giornalieri era pari a 136 000.

## Rete ferroviaria

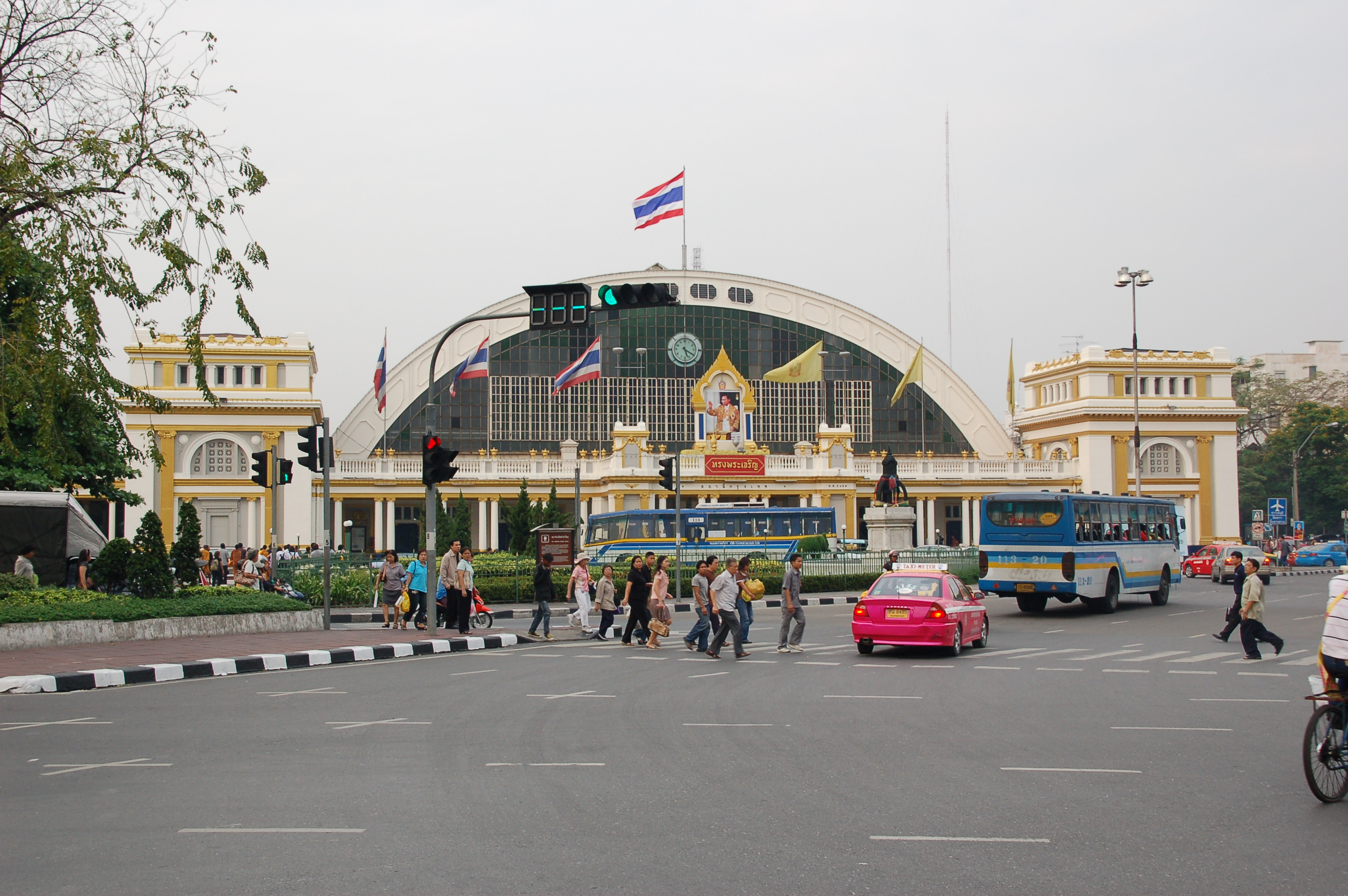
Stazione di Hua Lamphong, Bangkok

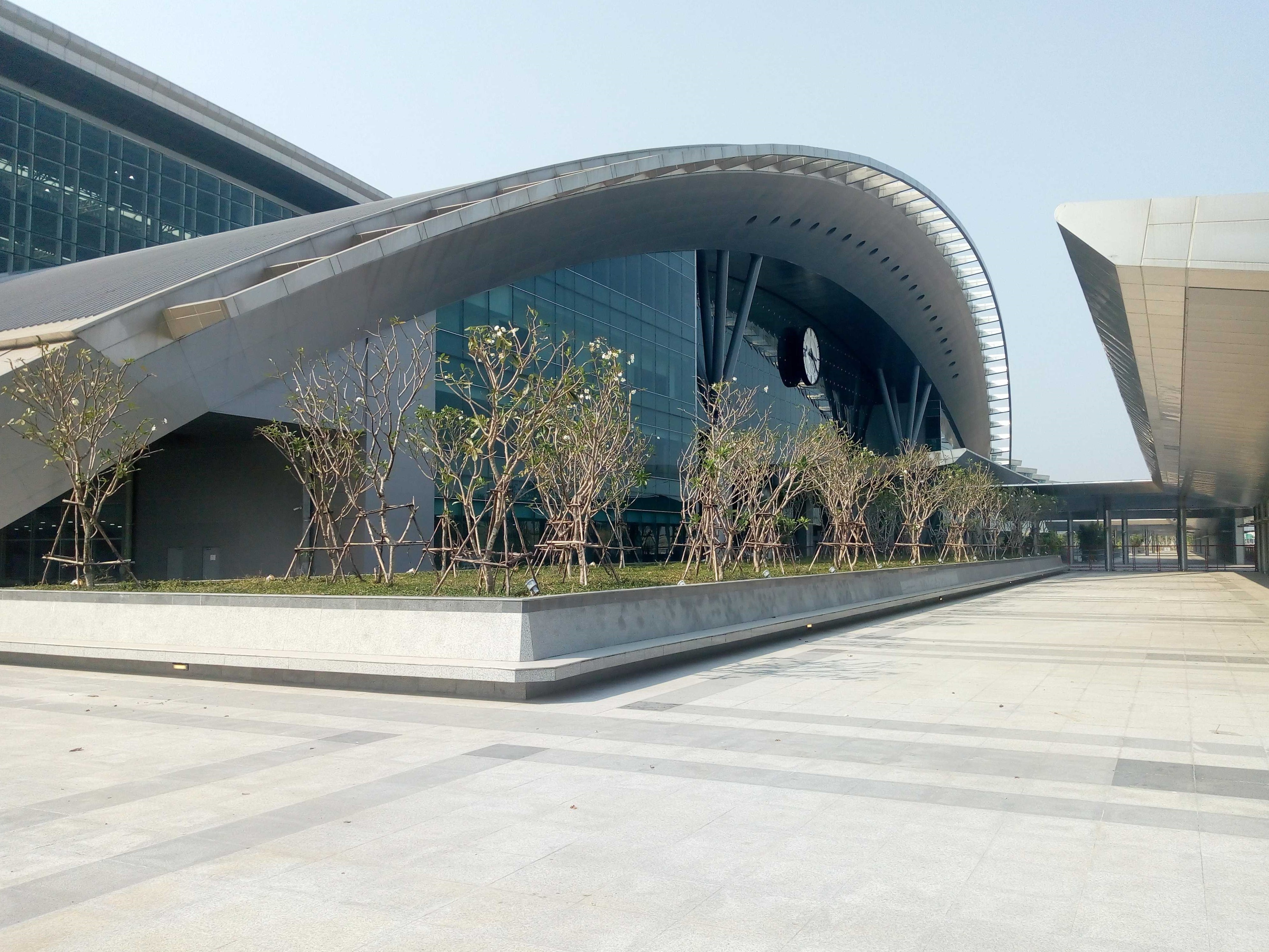
La stazione centrale di Bang Sue nel febbraio 2021

Al 2020, l'estensione delle ferrovie di Stato era pari a 4 044 chilometri, di cui 2 766 ad alta velocità, comprendendo 47 province thailandesi. Il punto di partenza per quasi tutte le linee è la stazione centrale di Bang Sue, costruita alcuni chilometri più a nord della stazione di Hua Lamphong secondo le nuove tecnologie e le nuove esigenze del sistema ferroviario nazionale e della regione metropolitana di Bangkok.

### Linea settentrionale
La linea settentrionale congiunge la stazione di Hua Lamphong di Bangkok con Chiang Mai. Condivide il primo tratto con la linea nordorientale e lo snodo da cui si diramano si trova a Ban Phachi, 19 km dopo la stazione di Ayutthaya andando verso nord. Le principali stazioni di questa linea sono quelle di Ayutthaya, Lopburi, Nakhon Sawan, Phitsanulok, Uttaradit, Lampang e Lamphun

#### Linea per Sawankhalok
La breve linea di Sawankhalok è una diramazione lunga 25 km della linea settentrionale; lo snodo si trova a Ban Dara, in Provincia di Uttaradit. Termina alla stazione di Sawankhalok, che è la più vicina al parco storico di Sukhothai

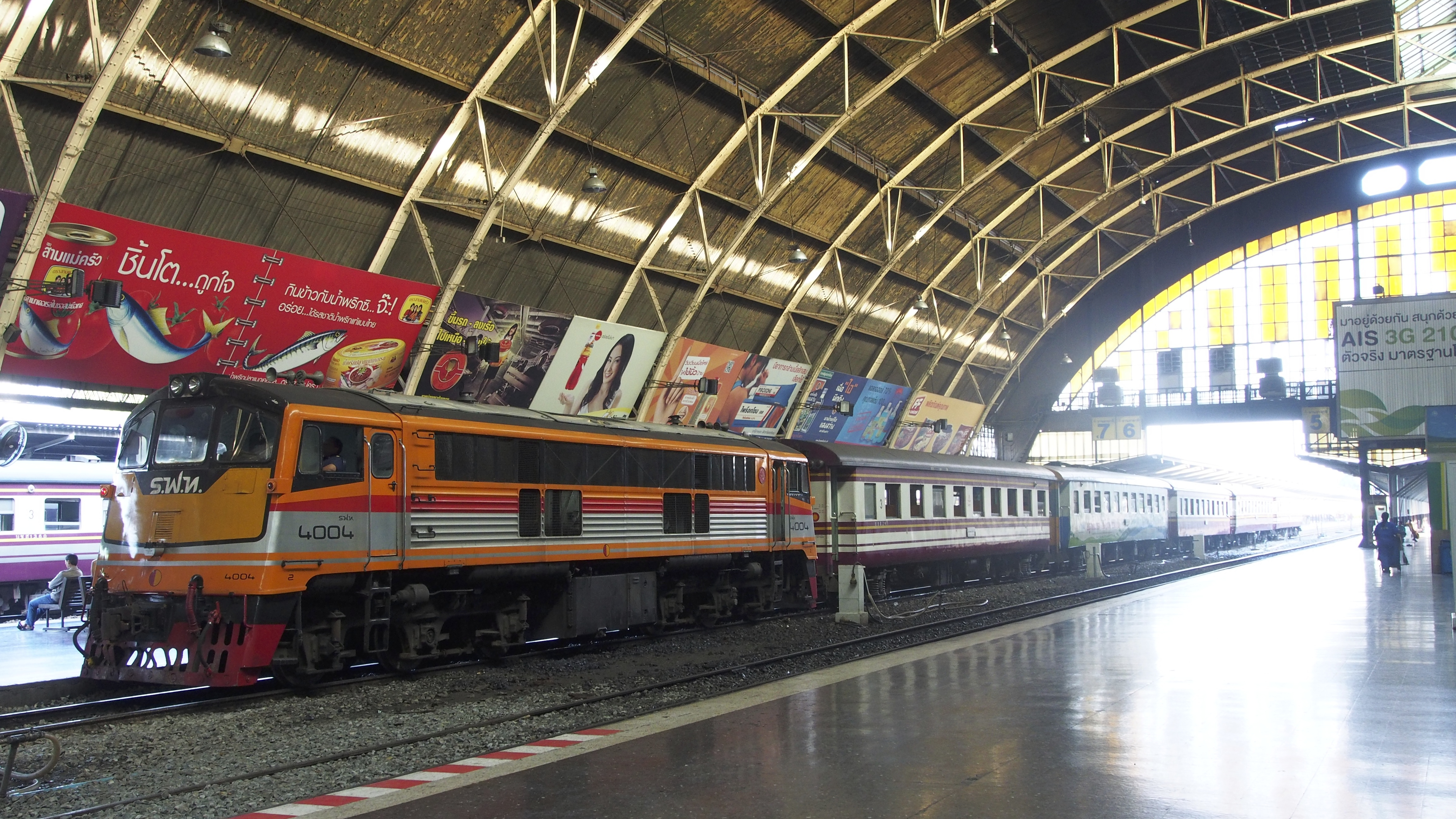
Convoglio entra a Hua Lamphong

### Linea nordorientale
La linea nordorientale collega la stazione di Hua Lamphong con la Thailandia del Nordest e si dirama da quella settentrionale allo snodo di Ban Phachi. È in realtà composta da due linee che si diramano allo snodo di Thanon Chira, situato alla periferia orientale di Nakhon Ratchasima, una si dirige a nord verso Nong Khai e l'altra a est verso Ubon Ratchathani. Nel tratto compreso tra Bangkok e lo snodo di Thanon Chira le stazioni più importanti sono quelle di Ayutthaya, Saraburi e Nakhon Ratchasima.
Alcuni treni diretti a Nong Khai seguono un percorso che non passa per Nakhon Ratchasima e che si dirama allo snodo di Kaeng Khoi, 12 km a nordest della stazione di Saraburi, per congiungersi alla linea principale allo snodo di Bua Yai, 82 km a nord di Nakhon Ratchasima. Dallo stesso snodo di Kaeng Khoi si trova una diramazione per treni merci che collega la linea nordorientale con quella orientale.

#### Linea per Nong Khai
Il tratto tra Nong Khai e Nakhon Ratchasima si sviluppa lungo l'asse nord-sud e termina alla stazione di Thanaleng, in Laos, nei pressi della capitale laotiana Vientiane, pochi chilometri dopo la stazione thai di Nong Khai. Le principali stazioni intermedie sono quelle di Khon Kaen, Udon Thani e Nong Khai.

#### Linea per Ubon Ratchathani
La linea termina alla stazione di Ubon Ratchathani e si sviluppa lungo l'asse est-ovest. Le sue principali stazioni intermedie sono quelle di Buriram, Surin e Sisaket.

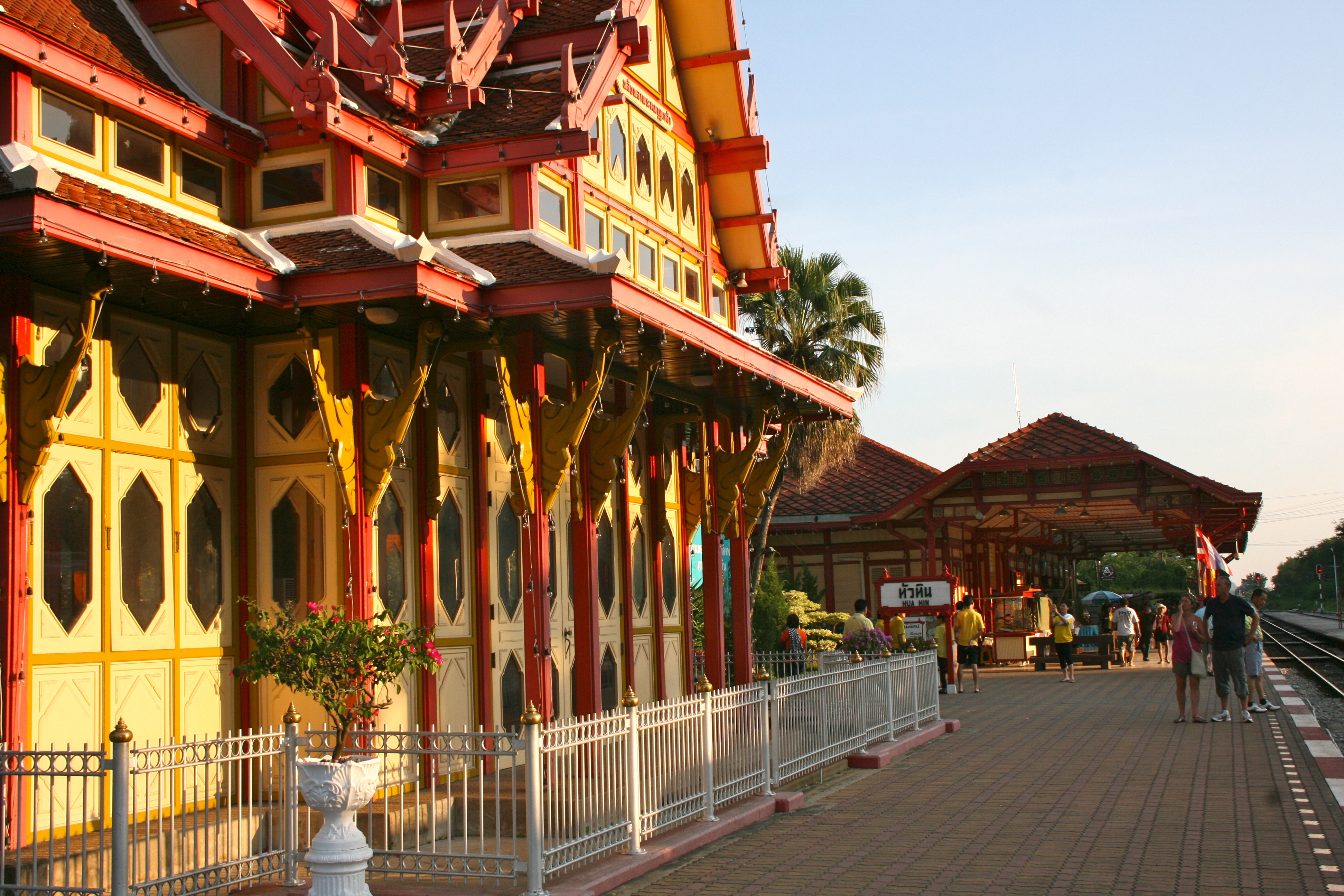
La stazione di Hua Hin

### Linea meridionale
La linea meridionale è composta da una linea principale e da diverse diramazioni. Tutti i treni hanno il capolinea nord in stazioni di Bangkok. La maggior parte in quella di Hua Lamphong e gli altri in quella di Thonburi. Lo snodo in cui la linea meridionale si dirama da quelle settentrionale e nordorientale è quello di Bang Sue, a 7 km dal capolinea di Hua Lamphong.

#### Linea meridionale principale
La linea principale congiunge le stazioni di Bangkok con quella di Padang Besar, al confine con la Malesia sulla costa occidentale della Penisola malese. I passeggeri diretti in Malesia scendono a Padang Besar per sbrigare le formalità doganali e possono quindi proseguire fino alla stazione di Butterworth in Malaysia, nella quale possono cambiare treno e proseguire ulteriormente verso sud. Le principali stazioni intermedie sono quelle, da nord a sud, di Nakhon Pathom, Ratchaburi, Phetchaburi, Cha-am, Hua Hin, Prachuap Khiri Khan, Chumphon, Surat Thani, Phatthalung e Hat Yai.

#### Linea per Suphanburi
Questa diramazione si collega alla linea principale allo snodo di Nong Pladuk, 64 km dopo Thonburi. L'unica stazione di rilievo è il capolinea di Suphanburi, dopo altri 77 km.

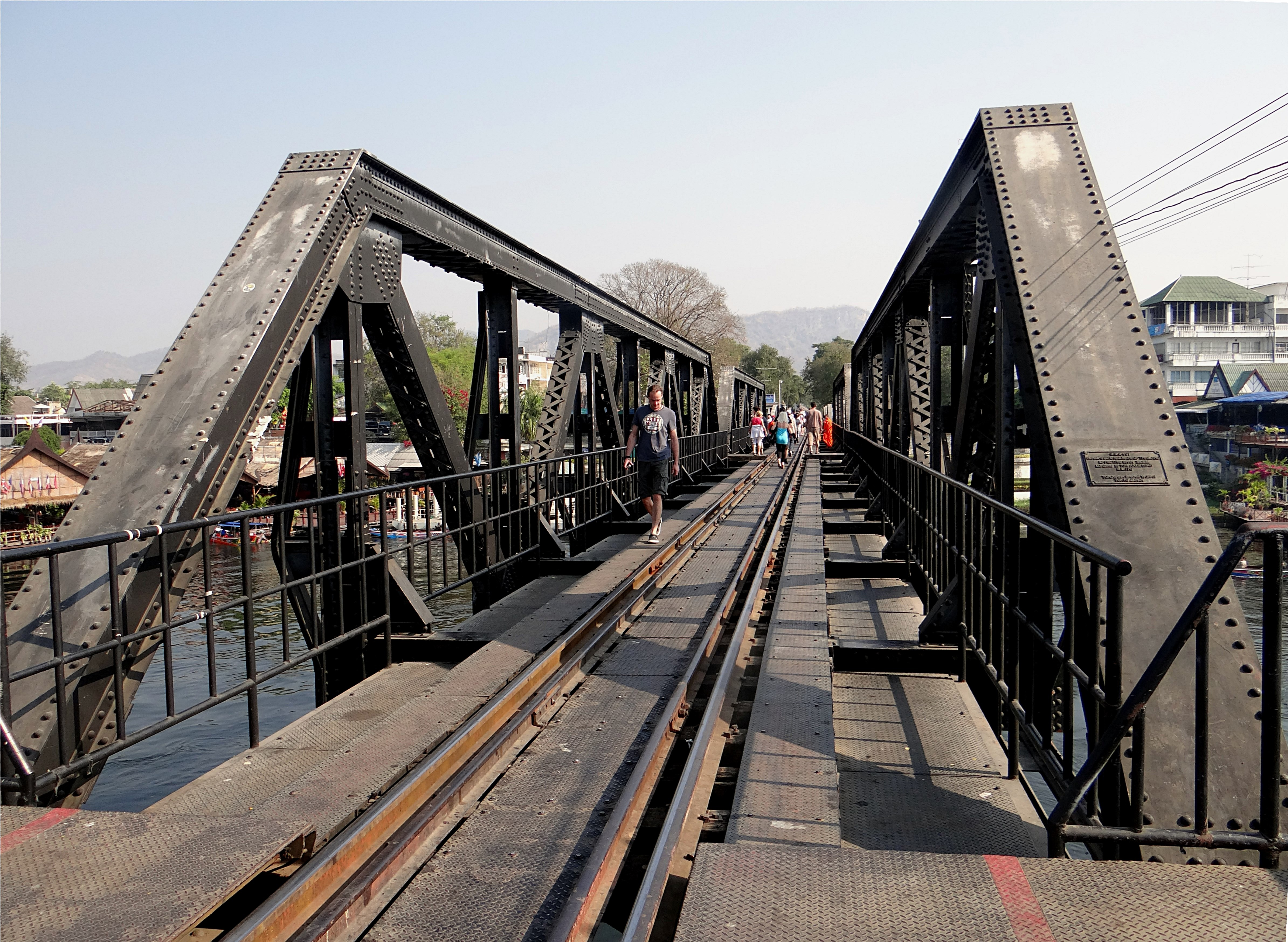
Il celebre ponte sul fiume Kwai, lungo la linea Nam Tok

#### Linea per Nam Tok
La linea per Nam Tok è quello che rimane della famosa ferrovia della Birmania, costruita dai giapponesi durante la seconda guerra mondiale, terminata nel 1943 e dismessa quattro anni dopo. Anche lo snodo di questa diramazione si trova a Nong Pladuk. Il tratto che va da Nong Pladuk a Nam Tok misura 130 km e fu riaperto nel 1957. L'unica stazione di rilievo è quella di Kanchanaburi, mentre il capolinea a Nam Tok è visitato in prevalenza da turisti.

#### Linea per Khiri Rat Nikhom
Venendo da nord, lo snodo di questa diramazione si trova a Ban Thung Pho, 34 km prima di Surat Thani, sulla costa orientale. Il tratto che parte da Ban Thung Pho e termina a Khiri Rat Nikhom è lungo 31 km.

#### Linea per Kantang
Proseguendo verso sud, la diramazione per Kantang parte dallo snodo di Thung Song, 122 km dopo Surat Thani. La stazione più importante è quella di Trang, la penultima prima del capolinea Kantang, situato nei pressi della costa occidentale, a 93 km da Thung Song.

#### Linea per Nakhon Si Thammarat
24 km più a sud dello snodo di Thung Song si trova lo snodo di Khao Chum Thong, da cui parte la diramazione lunga 35 km che collega la linea principale al capolinea di Nakhon Si Thammarat, importante città della costa orientale.

#### Linea per Su-ngai Kolok
L'ultima diramazione della linea principale si diparte dallo snodo della stazione di Hat Yai ed è lunga 216 km. Le stazioni più importanti sono quelle di Pattani e Yala. Il capolinea di Su-ngai Kolok si trova a circa un chilometro dalla frontiera malese e a circa 30 dalla costa orientale. La prosecuzione della linea in Malesia è stata interrotta diversi anni fa.

### Linea orientale
Anche la linea orientale è composta da una linea principale e da alcune diramazioni. Tutti i treni hanno il capolinea a Hua Lamphong e lo snodo in cui la linea orientale si dirama dalle altre linee è nelle immediate vicinanze di Hua Lamphong.

#### Linea orientale principale
La linea principale collega Hua Lamphong con la stazione di Aranyaprathet, a pochi chilometri dal confine cambogiano. Le principali stazioni intermedie sono quelle di Chachoengsao, Chonburi, Prachinburi e Sa Kaeo. È prevista la riapertura della linea che prosegue in territorio cambogiano, chiusa nel 1946.
Nel primo tratto a Bangkok vi sono due diramazioni per treni merci diretti alla stazione da Mae Nam, situata nel porto di Bangkok, e quelli diretti alla raffineria petrolifera di Bang Chak. A 31 km da Hua Lamphon si trova la diramazione per il deposito di container, anch'essa riservata ai treni merci. A 86 km da Hua Lamphong vi è lo snodo di Khlong Sip Kao, da cui parte una diramazione, a sua volta riservata ai treni merci, che si collega allo snodo di Kaeng Khoi della linea nordorientale. La distanza tra i due snodi è di 83 km.

#### Linea per Sattahip
La diramazione per il capolinea di Ban Phlu Ta Luang si trova alla stazione di Chachoengsao, a 61 km da Hua Lamphong. Questa diramazione si estende per 123 km e la maggiore stazione è quella di Pattaya. Nel 2003 è stato interrotto il servizio che prolungava questa linea fino a Sattahip, dove si trova il maggiore porto della Reale marina militare thailandese.
Dallo snodo di Si Racha, che dista 70 km dallo snodo di Chachoengsao, si diramano i binari che dopo 9 km raggiungono il capolinea di Laem Chabang, il più grande porto mercantile della Thailandia. È in esercizio anche la diramazione di 20 km per il porto di Map Ta Phut, che parte dallo snodo di Khao Chi Chan, situato 4 km prima di Ban Phlu Ta Luang.

### Linea Maeklong

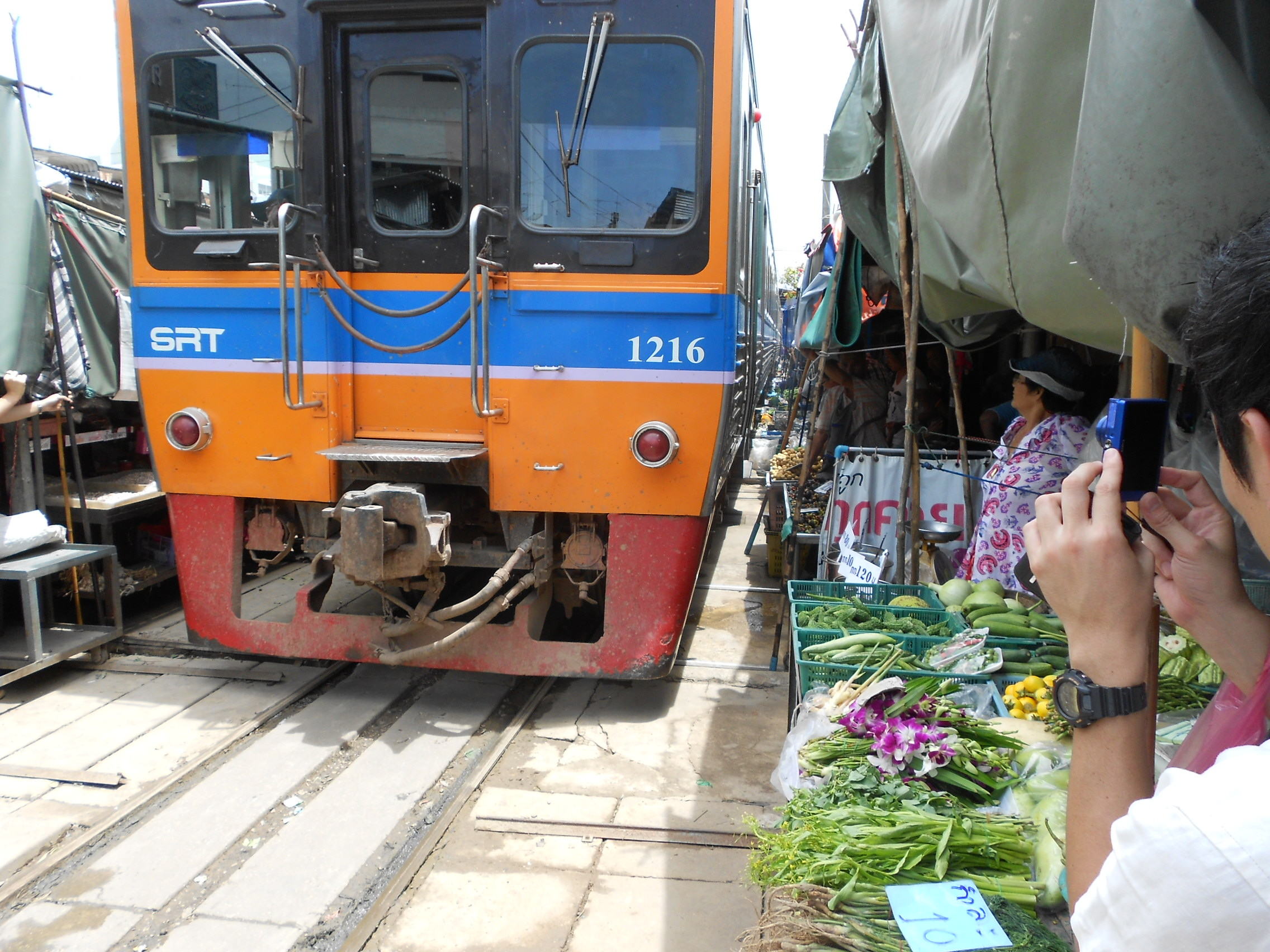
Passaggio del treno nel tratto finale della Ferrovia Maeklong, con le tende parasole delle bancarelle ripiegate

La linea misura 67 km, non interseca nessuna delle altre linee ed è suddivisa in due spezzoni. Dal capolinea di Wongwian Yai arriva dapprima alla stazione Mahachai sul fiume Tha Chin a Samut Sakhon, dove i passeggeri scendono e attraversano il fiume in traghetto. Risalgono su un altro treno sull'altra riva, alla stazione di Ban Laem, per arrivare al capolinea della stazione Maeklong a Samut Songkhram.
I due spezzoni furono costruiti da due diverse compagnie private ai primi del Novecento con la funzione di trasportare pesce e altre merci dai porti di Samut Sakhon e Samut Songkhram alla capitale. Le compagnie furono assorbite nel 1907 dalla nuova compagnia Ferrovia Maeklong, che fu nazionalizzata nel 1946 e assorbita dalla Ferrovia di Stato della Thailandia nel 1955. La linea è diventata un'attrazione turistica perché nell'ultimo chilometro a Samut Songkhram attraversa il mercato ferroviario di Maeklong chiamato Talat Rom Hup, famoso per le bancarelle che si ritirano per consentire il passaggio del treno.